# Vaux (Vienne)
Vaux (auch: Vaux-en-Couhé) ist eine Commune déléguée in der französischen Gemeinde Valence-en-Poitou mit 786 Einwohnern (Stand: 1. Januar 2022) im Arrondissement Montmorillon, im Département Vienne in der Region Nouvelle-Aquitaine (vor 2016: Poitou-Charentes). Die Einwohner werden Valois genannt.
Am 1. Januar 2019 wurde die Gemeinde Vaux mit vier weiteren zur Commune nouvelle Valence-en-Poitou zusammengelegt. Die Gemeinde Vaux war Teil des Kantons Lusignan (bis 2015: Kanton Couhé).

## Geographie
Vaux liegt etwa 33 Kilometer südsüdwestlich von Poitiers am Fluss Bouleure. Umgeben wird die Commune déléguée Vaux von den Nachbargemeinden Ceaux-en-Couhé im Norden, Champagné-Saint-Hilaire im Nordosten, Romagne im Osten und Südosten, Brux im Süden sowie Couhé im Westen.

## Bevölkerungsentwicklung
| Jahr                      | 1962 | 1968 | 1975 | 1982 | 1990 | 1999 | 2006 | 2013 |
| Einwohner                 | 838  | 784  | 710  | 730  | 616  | 631  | 673  | 781  |
| Quelle: Cassini und INSEE |      |      |      |      |      |      |      |      |

## Sehenswürdigkeiten
- Kirche Notre-Dame aus dem 11./12. Jahrhundert, seit 1928 Monument historique (siehe auch: Liste der Monuments historiques in Valence-en-Poitou)

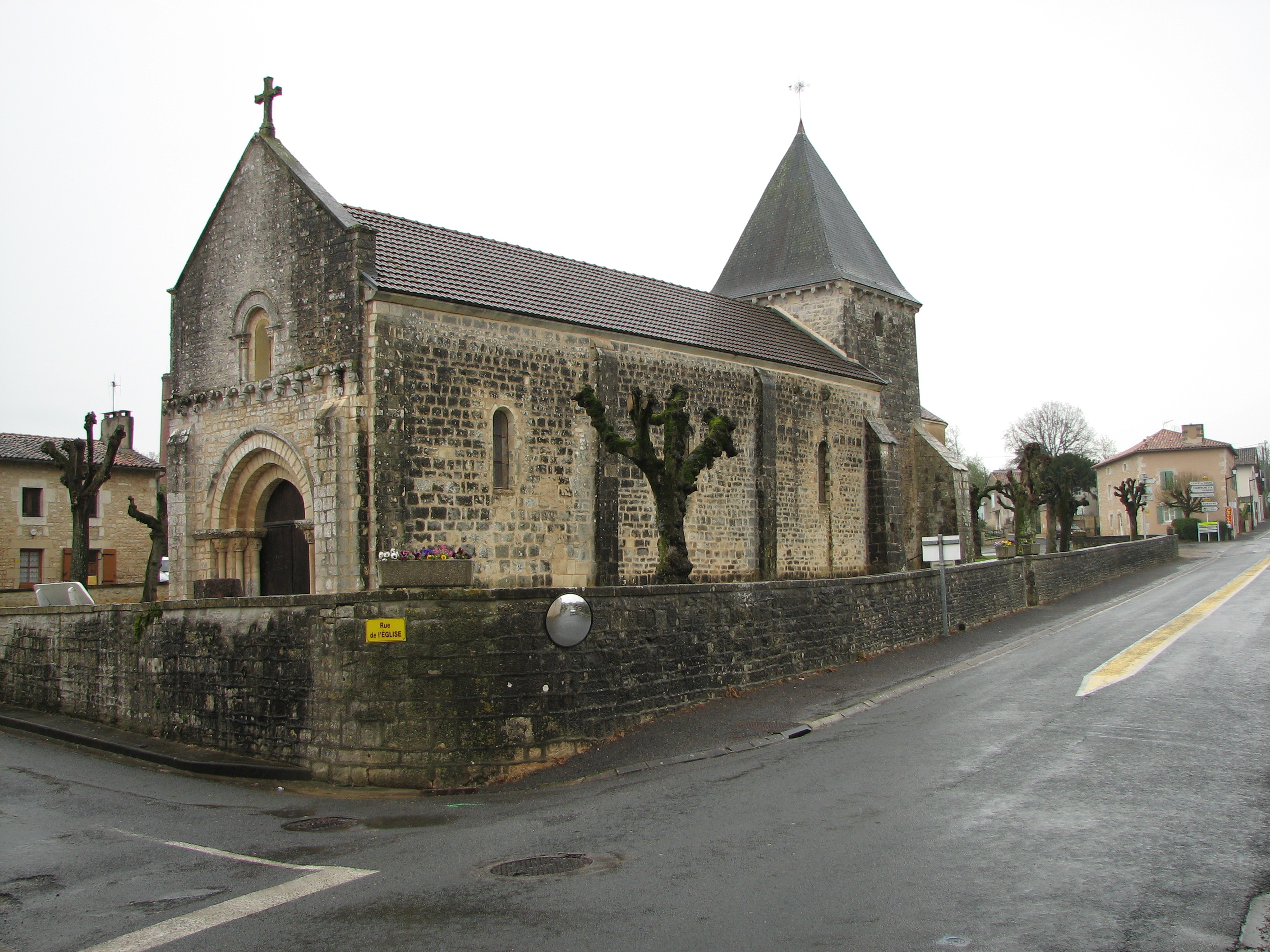
Kirche Notre-Dame